# Orange Blossom (album)
Pour les articles homonymes, voir Orange Blossom.
Albums de Orange Blossom
Everything Must Change
(2005)
Orange Blossom est le premier album du groupe français Orange Blossom de musique electro-musique du monde sorti en 1997 sur le label indépendant Prikosnovénie. Il a été réédité en 2006 sur le label Wagram.

## Titres de l'album
1. Anaconda Girl
2. Maria Del Sol
3. Bata
4. N.
5. Die Stadt
6. I'm Dying
7. Trinity

## Musiciens
- Carlos Bauz (Carlos Robles Arena), programmation et percussions
- Jay C (JC Waechter), chant, clavier, programmation
- X (PJ Chabot), violon